# Sedrick Ellis
(en) Statistiques sur pro-football-reference
Sedrick Ellis, né le 9 mai 1985 à Chino (Californie), est un joueur américain de football américain évoluant au poste de defensive tackle.
Étudiant à l'Université de Californie du Sud, il joua pour les USC Trojans. Il a remporté le Morris Trophy en 2006.
Il fut drafté en 2008 à la 7e place (premier tour) par les Saints de La Nouvelle-Orléans. Il remporte avec eux le Super Bowl XLIV.
Il est notoire comme étant un joueur très fort, capable de soulever jusqu'à 230 kg[réf. nécessaire].